# Fuentes (Santa Fé)
Fuentes é uma comuna da província de Santa Fé, na Argentina.